# 班氏爪魷
班氏爪魷（学名：Onychoteuthis banksii），又名爪魷魚，为爪魷科爪魷屬下的一个种。